# Markus Dieckmann
Markus Dieckmann (* 7. Januar 1976 in Bonn) ist ein ehemaliger deutscher Beachvolleyballspieler und -trainer sowie Kaufmann. Seit 2023 ist er Präsident des Deutschen Volleyball-Verbands.

## Karriere
Der 1,89 m große Dieckmann spielte seit Anfang der 1990er Jahre Beachvolleyball, anfangs mit seinem Zwillingsbruder Christoph Dieckmann, ab 2001 bis 2006 mit Jonas Reckermann. Mit Reckermann wurde er zweimal Europameister und zweimal Deutscher Meister. Bei den Olympischen Spielen 2004 in Athen erreichten sie das Achtelfinale. 2006 zog sich Markus Dieckmann verletzungsbedingt vom aktiven Leistungssport zurück und trainierte anschließend zunächst seinen Bruder sowie das Frauenteam Rieke Brink-Abeler / Hella Jurich. Von 2007 bis 2009 leitete er die Dieckmann Beachschule in Niederkassel.
Seitdem gehörte er zum Trainerteam der Beachvolleyballweltmeister und -olympiasieger Julius Brink/Jonas Reckermann.
Hauptberuflich ist Dieckmann als Geschäftsführer und Marketingleiter in einer Sportartikelfirma tätig (Ballsportdirekt). Am 18. August 2023 wurde vom Deutschen Volleyball-Verband bekannt gegeben, dass er sich nach dem Rücktritt von René Hecht um den Posten des DVV-Präsidenten bewirbt. Am 27. August 2023 wurde er auf einer außerordentlichen Mitgliederversammlung in Bremen ohne Gegenstimme zum neuen DVV-Präsidenten gewählt.

## Privates
Markus Dieckmann ist ein Sohn der früheren Bonner Oberbürgermeisterin Bärbel Dieckmann (SPD) und des früheren NRW-Justiz- und Finanzministers Jochen Dieckmann (SPD). Seit 2004 ist er mit der ehemaligen Beachvolleyballspielerin Maike Friedrichsen verheiratet und hat zwei Kinder.